# Karl Benz
Karl Friedrich Benz (Karlsruhe, 25 novembre 1844 – Ladenburg, 4 aprile 1929) è stato un ingegnere tedesco, considerato l'inventore dell'autovettura.

## Biografia

### Infanzia e giovinezza
Karl Benz nacque in realtà con un altro nome, Karl Friedrich Michael Vaillant, quando i due genitori non erano ancora sposati, ma al compimento del suo primo anno di vita, essi contrassero matrimonio e divennero a tutti gli effetti la famiglia Benz. Il padre, macchinista ferroviario, morì quando Karl aveva appena due anni, lasciando la giovane moglie in serie difficoltà economiche e con un bambino in tenera età da allevare. Questo tragico evento non demoralizzò Josephine Vaillant, la quale cambiò il cognome al piccolo Karl, da Vaillant a Benz, in ricordo del padre defunto. La donna, al prezzo di notevoli sacrifici e privazioni, riuscì a provvedere a una solida educazione e preparazione per il figlio. I primi studi avvennero alla scuola a indirizzo grammaticale di Karlsruhe. La città natale di Benz forniva la possibilità di frequentare il liceo, Benz quindi vi si iscrisse nel 1853, a soli nove anni di età. La sua grande propensione per le discipline tecniche e scientifiche lo spinse poi a frequentare il Politecnico, dove si iscrisse il 30 settembre del 1860, sviluppando tali attitudini sotto l'occhio dei professori Redtenbacher e Grashof, i quali prepararono Karl Benz allo studio dei motori. In realtà la madre avrebbe desiderato per il figlio una carriera come impiegato, ma la passione del giovane Karl per la tecnica ebbe alla fine la meglio: il 9 luglio 1864, Karl Benz conseguirà il diploma.

### Prime esperienze lavorative
Si dice che Karl Benz abbia cominciato a focalizzare nella sua mente i concetti basilari della costruzione di una vettura non mossa da cavalli osservando il funzionamento della meccanica della sua bicicletta, tutte le volte che percorreva la distanza tra casa e scuola. Al termine degli studi presso il Politecnico di Karlsruhe, Benz entrò come apprendista in quella Karlsruher Maschinenfabrik che un paio di anni più tardi, pochissimo tempo dopo che Benz lascerà questa esperienza lavorativa, vedrà Gottlieb Daimler come direttore tecnico. Circostanze come questa faranno parte dei rarissimi punti di contatto tra i due personaggi, che avranno ruoli fondamentali nella nascita dell'automobile, ma che di fatto, pur risiedendo e lavorando a poca distanza l'uno dall'altro, non avranno mai modo di conoscersi di persona e agiranno ognuno all'insaputa dell'altro. Nel 1866, quindi, Karl Benz lascia la Karlsruher Maschinenfabrik per trasferirsi a Mannheim come progettista di bilance, e in seguito, nel 1869, a Pforzheim come direttore in una ditta costruttrice di ponti. In questo periodo conosce Bertha Ringer, destinata a divenire sua moglie: anche lei avrà un ruolo non trascurabile per quanto riguarda la nascita dell'automobile. La futura signora Benz però influenzò già prima del matrimonio la vita professionale di Karl Benz. Questi, infatti, sempre a Pforzheim, fondò assieme all'amico August Ritter una società di costruzioni, che però ebbe vita breve a causa di dissidi nati ben presto tra i due. Karl Benz, avendo bisogno di un cospicuo fondo economico per rilevare la quota societaria di Ritter e Bertha Ringer, convinse il padre a concederle la dote, che venne impiegata da Benz proprio per liquidare Ritter e registrare la ditta, da quel momento di sua esclusiva proprietà, registrata come Karl Benz Eisengießerei und mechanische Werkstätte (Officina Meccanica e Fonderia Karl Benz). Il 20 luglio del 1872, Karl Benz convolò a nozze con l'intraprendente Bertha Ringer e il 1º maggio dell'anno seguente nacque il primogenito della famiglia Benz, Eugen, seguito dal secondogenito Richard il 21 ottobre del 1874. Se dal punto di vista strettamente famigliare la situazione appariva felicissima, non si poteva dire lo stesso per quanto riguardava gli affari: la situazione cominciò a precipitare, fino a che nel 1877, la fonderia di Benz fu costretta a chiudere con un "buco" di 2000 marchi dell'epoca. Il 1º agosto dello stesso anno venne alla luce Klara Benz, terzogenita di Karl e Bertha.

### Le difficoltà finanziarie e il motore a gas
La famiglia Benz che si allargava man mano, però, richiedeva risorse per il suo sostentamento, risorse che cominciavano a mancare. Benz cominciò nuovamente a pensare al nuovo tipo di attività a cui poteva dedicarsi e lo trovò nei motori a gas, consapevole del successo che stavano ottenendo presso la Deutz Gasmotorenfabrik AG di Colonia, azienda fondata da Nikolaus August Otto e nella quale lavoravano due personaggi di enorme spessore come Gottlieb Daimler e Wilhelm Maybach, anch'essi destinati, come Benz, a dare l'impulso definitivo alla diffusione dell'automobile in Europa e nel mondo.

Per oltre due anni, Benz si dedicò alla creazione e alla messa a punto del suo motore, inizialmente un due tempi (a cui però già dal 1876 stava lavorando Dugald Clerk che nel 1886 lo brevettò), visto che il quattro tempi era protetto dal brevetto di Otto. Fu il 31 dicembre del 1878 che Benz, finalmente, riuscì a far funzionare il suo motore come sperava, dopo aver investito i pochi denari suoi e della moglie.

In seguito, ottenne un finanziamento da un suo amico fotografo, grazie al quale riuscì a perfezionare il motore in maniera definitiva. Nel 1882, Benz riuscì ad aprire persino una nuova ditta dedita alla costruzione di motori a gas, la Aktiengesellschaft Gasmotorenfabrik in Mannheim con sei persone alle sue dipendenze. Ma i guai finanziari non erano ancora appianati, anzi. Le banche tornarono nuovamente a bussare alla porta di Benz, il quale, dopo pochi mesi dalla sua apertura, lasciò la società, tra l'altro rimanendo con poche risorse in termini di buonuscita. A ciò si aggiunse anche la nascita della quarta figlia, Thilde Benz, equivalente a una bocca in più da sfamare.

### Nascita della Benz & Cie e invenzione della prima automobile

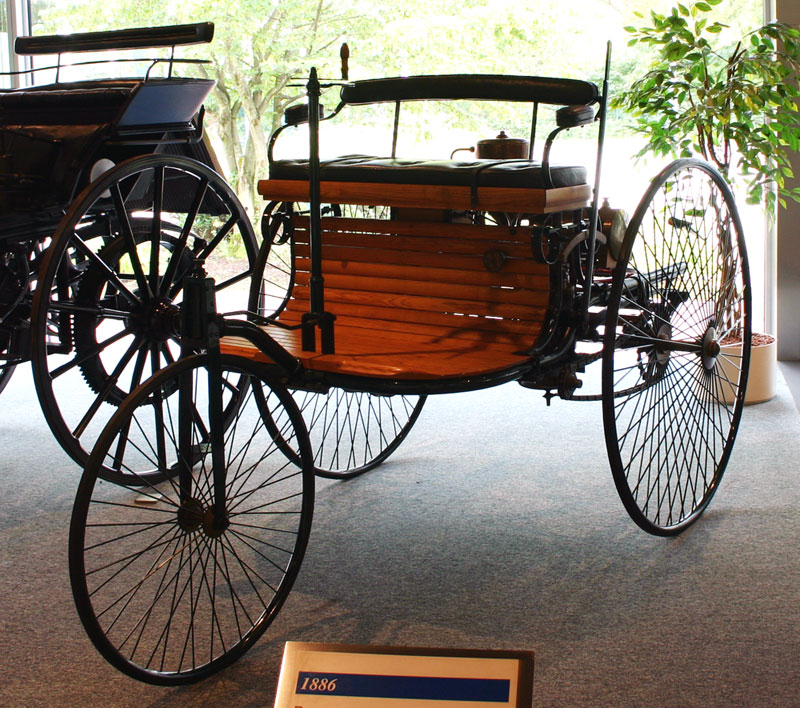
La Patent Motorwagen di Benz, brevettata nel 1886

Per fortuna, l'eco dei nuovi motori di Benz si stava già diffondendo dovunque, pertanto Benz trovò nuovi finanziatori disposti a concedergli dei fondi per rimettere in piedi una nuova azienda, la Benz & Cie. Rheinische Gasmotorenfabrik in Mannheim, fondata il 1º ottobre del 1883. Stavolta la fortuna girò dalla parte dell'instancabile Karl Benz: i redditi arrivarono e Benz poté finalmente mettere da parte le risorse per la famiglia e per il futuro della sua azienda, mentre le banche divennero man mano più fiduciose.
Benz cominciò quindi a pensare alla realizzazione di un motore atto a muovere una vettura senza bisogno di cavalli. Si rese conto ben presto che l'unico modo era di utilizzare un motore a quattro tempi, prodotto che però era vincolato dal brevetto di Otto. Il momento propizio si presentò all'inizio del 1886, in occasione della causa legale in corso tra lo stesso Otto e Gottlieb Daimler. La sentenza emessa dal tribunale, che diede ragione a Daimler, liberò il motore a quattro tempi da ogni vincolo legale di tipo brevettuale e Benz poté così registrare il suo motore e la vettura su cui era montato, la Benz Patent Motorwagen con un unico brevetto, consacrandosi così come l'inventore della prima autovettura al mondo: era un triciclo con grandi ed esili ruote a raggi, mosso da un motore monocilindrico orizzontale a quattro tempi di circa un litro di cilindrata, che erogava 0,8 cavalli.
Inizialmente, per Benz si trattava solo di una semplice soddisfazione personale (quella di rendere la bicicletta semovente) e non pensò a un possibile vantaggio commerciale vero e proprio. Sua moglie Bertha fu invece molto più lungimirante e, convinta del potenziale dell'invenzione e volendo dimostrare la praticità di quest'ultima, rubò di nascosto uno dei tre prototipi e con due dei suoi figli intraprese un lungo e memorabile viaggio all'insaputa del marito (agosto 1888): guidò da Mannheim a Pforzheim per ben 104 chilometri per andare a trovare la madre. Durante il viaggio, però, ebbe bisogno di fare rifornimento così, visto che la vettura utilizzava come carburante il Ligroin (un solvente reperibile solo in farmacia), si fermò a comprarlo presso la farmacia cittadina della città di Wiesloch, che finì quindi per diventare la prima stazione di servizio della storia. L'exploit di Bertha Benz diede una certa popolarità all'invenzione del marito, che iniziò a prenderne in considerazione la produzione in serie e la vendita. Le impressioni di guida della signora Benz servirono anche a migliorare la vettura: insoddisfatta di come affrontava le salite, chiese al marito, infatti, di aggiungere un cambio di velocità. Nell'estate del 1888, Benz vendette la sua prima auto a un cliente francese, un costruttore di biciclette di Parigi.

Tra moti di entusiasmo, sospetti e detrattori, Karl Benz poté espandere i suoi affari e dedicarsi ad autovetture e motori statici, ottenendo in entrambi i casi risultati commerciali brillanti. Le sue autovetture cominciarono anche a essere prodotte in Francia su licenza.

Il 16 marzo del 1890 vi fu un nuovo arrivo in famiglia: nacque infatti la quinta e ultima figlia di Karl Benz, Ellen.

Ma ben presto sul fronte autovetture, le ordinazioni cominciarono a scemare, e Benz si buttò allora a capofitto nella realizzazione di una nuova vettura. Da questo progetto nacque la Benz Viktoria (1893), destinata a un successo più rimarchevole, e in seguito anche la Velo (1894), abbreviazione di Velociped. Durante l'ultimo decennio del XIX secolo, gli affari andarono talmente bene che Benz divenne il primo costruttore di automobili al mondo, superando la stessa DMG, che nel frattempo era stata fondata da Daimler, Maybach e altri soci. Vennero brevettati vari altri veicoli che lo stesso Benz provvedeva a collaudare sulle strade francesi, ritenendole in migliore stato rispetto a quelle del proprio paese.

### Lo stop del 1901: Benz lascia la sua azienda
Nel 1901 si ebbe un nuovo improvviso crollo di vendite, dovuto all'agguerrita concorrenza della DMG, che aveva immesso nel mercato le sue Mercedes 35PS, ben più moderne e prestanti rispetto alle Benz che avevano trionfato commercialmente fino a poco tempo prima. Karl Benz, dal canto suo, non era per niente incline ad apportare sostanziali innovazioni ai suoi modelli, poiché rifiutava l'idea dell'autovettura come mezzo ad alte prestazioni o addirittura da impiegare in gara. Ma stavolta dovette arrendersi all'evidenza e soprattutto alla volontà dei suoi soci, che invece erano decisi a dare una svolta produttiva e a rivoluzionare la gamma Benz.

Fu a quel punto che Benz lasciò stizzito la sua azienda per dedicarsi per conto suo alla produzione di motori. Ma i risultati non arrivarono né da una parte né dall'altra. Si giunse quindi a una riconciliazione tra le parti e Benz, ritornò alla sua azienda. Ma si era tornati in difficoltà economiche e si decise quindi di tagliare parte del personale, tenendo solo i tecnici migliori. Da ciò nacque la gamma Parsifal, dotata di diverse innovazioni tecnologiche rispetto alla precedente gamma, a tal punto da suscitare nuovamente il disappunto di Benz, che nell'aprile del 1903 lasciò definitivamente l'azienda, ma offrendosi come consulente per tutta la vita, così come per tutta la vita, e a partire dal 1904, fu accettato come parte del suo consiglio di amministrazione.

### Gli ultimi anni di Benz

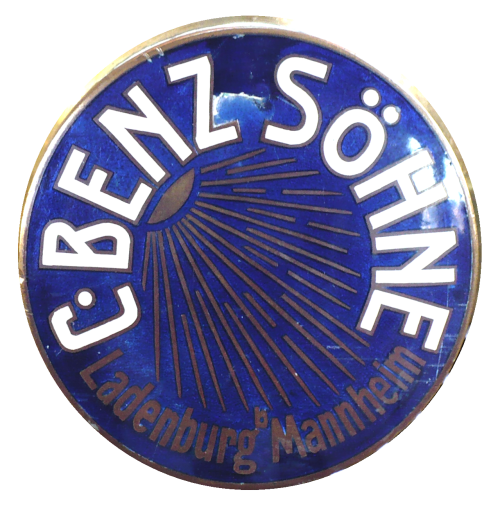
Logo C. Benz Söhne del 1906

Qualche tempo dopo aver lasciato la sua azienda, Karl Benz fondò la C. Benz Söhne, che propose alcune autovetture, ma con poco successo commerciale.
Il 25 novembre del 1914 Benz ottenne la laurea ad honorem, consegnatagli dal Politecnico di Karlsruhe presso cui aveva studiato molti anni prima.
Successivamente, nel 1926, la Benz & Cie. si fuse con la DMG. La nuova casa automobilistica, la Daimler-Benz AG appunto, ebbe un grande successo, e il nome di Benz è tuttora legato al celeberrimo marchio della Mercedes-Benz. Karl Benz trascorre gli ultimi anni della sua vita con serenità. Morì il 4 aprile del 1929 per una bronchite, un anno funesto per altre personalità legate ai marchi della Daimler-Benz: nello stesso anno morirono infatti Wilhelm Maybach e Mercédès Jellinek, che diversi anni prima aveva dato il suo nome alle prestigiose vetture con la stella a tre punte. Dal 1984, Karl Benz è entrato nel novero dei maggiori personaggi del campo automobilistico inseriti nell'Automotive Hall of Fame. Oggi Benz riposa nel Cimitero di Ladenburg.

## Karl o Carl?
Il diverso modo di scrivere il nome di battesimo ha sempre generato confusione. A Stoccarda-Untertürkheim esiste la Karl-Benz-Platz, originariamente Carl-Benz-Platz, la cui correzione risale al 1986 su iniziativa della Daimler-Benz. All'epoca, la già sessantennale azienda automobilistica considerò Karl Benz come miglior designazione storica del fondatore. Nel registro nascite del comune di Mühlburg è riportato il nome Karl Friedrich Michael e sulla sua tomba a Ladenburg vi è inciso Karl Benz. Per l'uso della variante Karl vi sarebbero quindi buone ragioni di fondo.

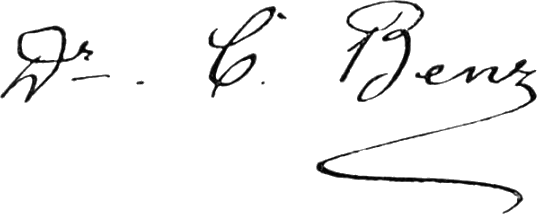
Autografo Dr. C. Benz sotto un ritratto biografico

Tuttavia, oggi la variante più usata è Carl. Anche lo stesso pioniere dell'auto, d'altronde, si pose il problema. Presso il Polytechnikum di Karlsruhe nel 1860 si firmò come Karl Benz ma sul finire del XIX secolo anche la designazione della stessa scuola venne scritta alla maniera francese, così Karlsruhe divenne Carlsruhe. Dal 1881/1882 Karl Benz si firmò Carl Benz. Mentre sul primo brevetto del 1880 si legge Karl Benz zu Mannheim, su quello del 1882 si legge Carl Benz in Mannheim. Nel 1906 a Ladenburg fu fondata la C. Benz Söhne e, nel 1925, fu pubblicata l'autobiografia Carl Friedrich Benz. 
La stessa Daimler AG nel luglio 2010 ha ufficializzato il nome Carl Benz. Nel 2007, era stata fondata alla Universität Karlsruhe la scuola per studenti in lingua inglese dal nome Carl Benz School.

## Onorificenze

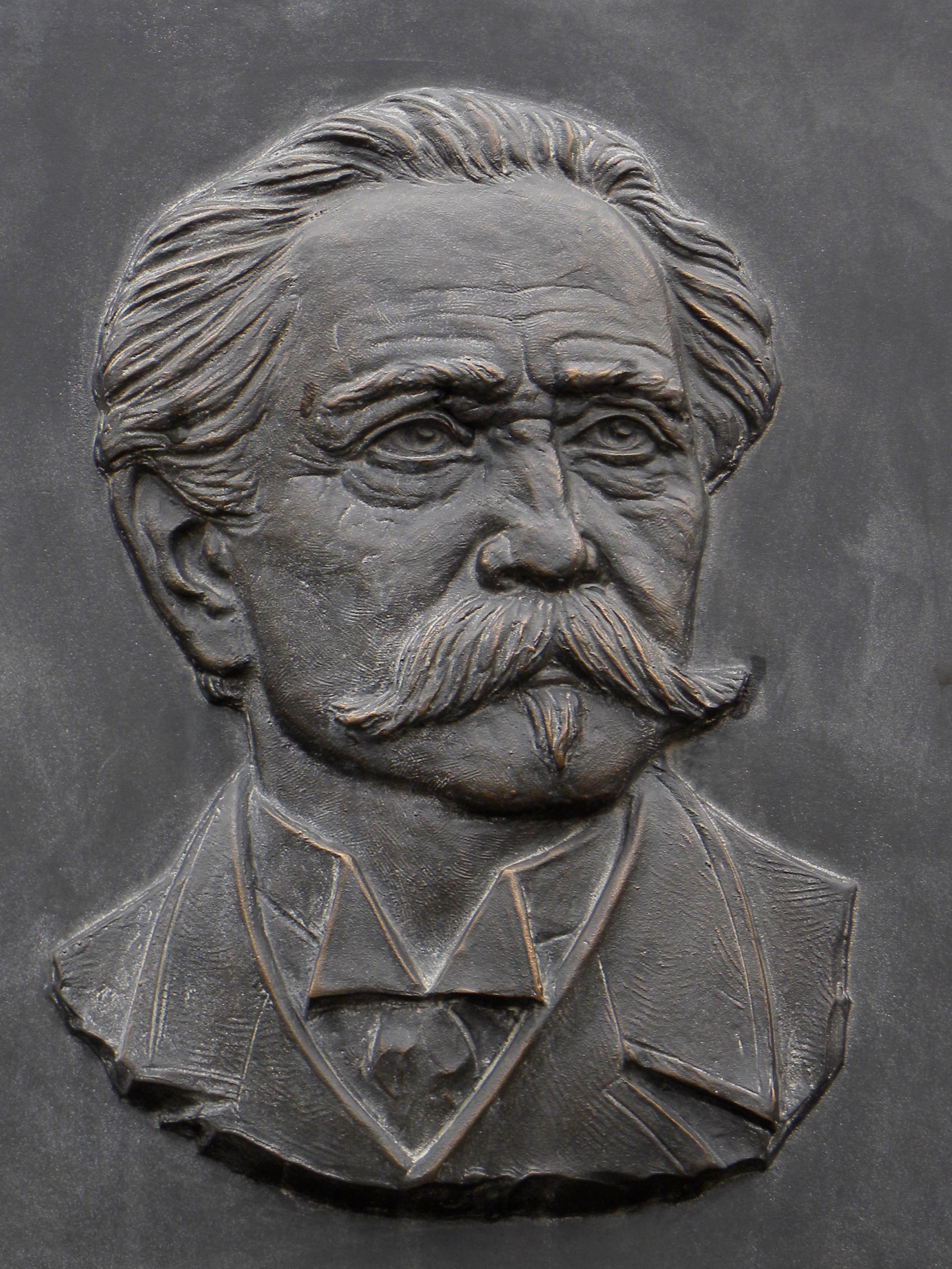
Rilievo sulla targa commemorativa Carl Benz presso il famedio del Karlsruher Institut für Technologie

Lo stadio della squadra di calcio SV Waldhof Mannheim è il Carl-Benz-Stadion.
Il 23 maggio 2011 la televisione Das Erste trasmette il film biografico Carl & Bertha.

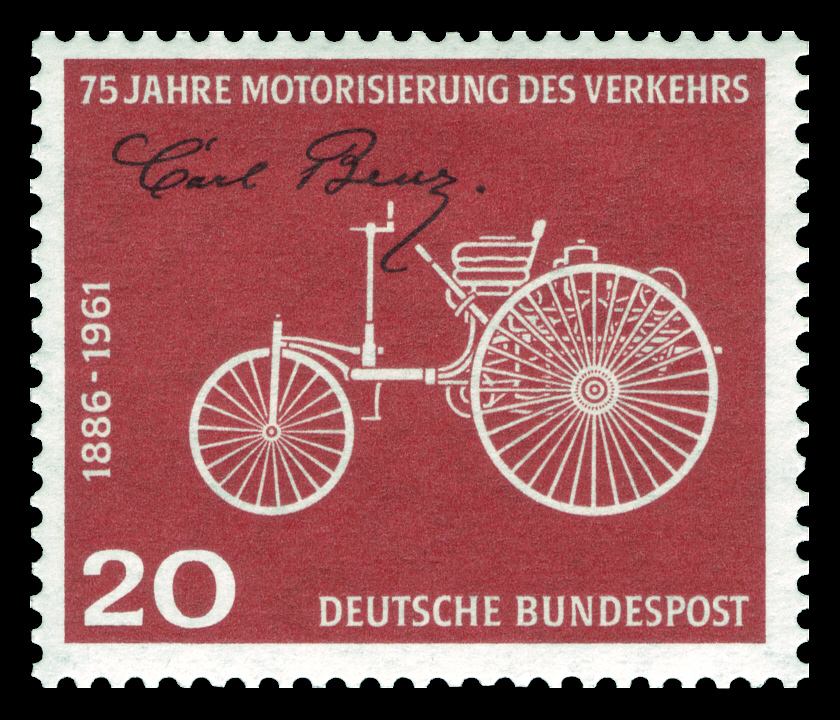
20-Pf-Briefmarke der Deutschen Bundespost (1961): „75 Jahre Motorisierung des Verkehrs“
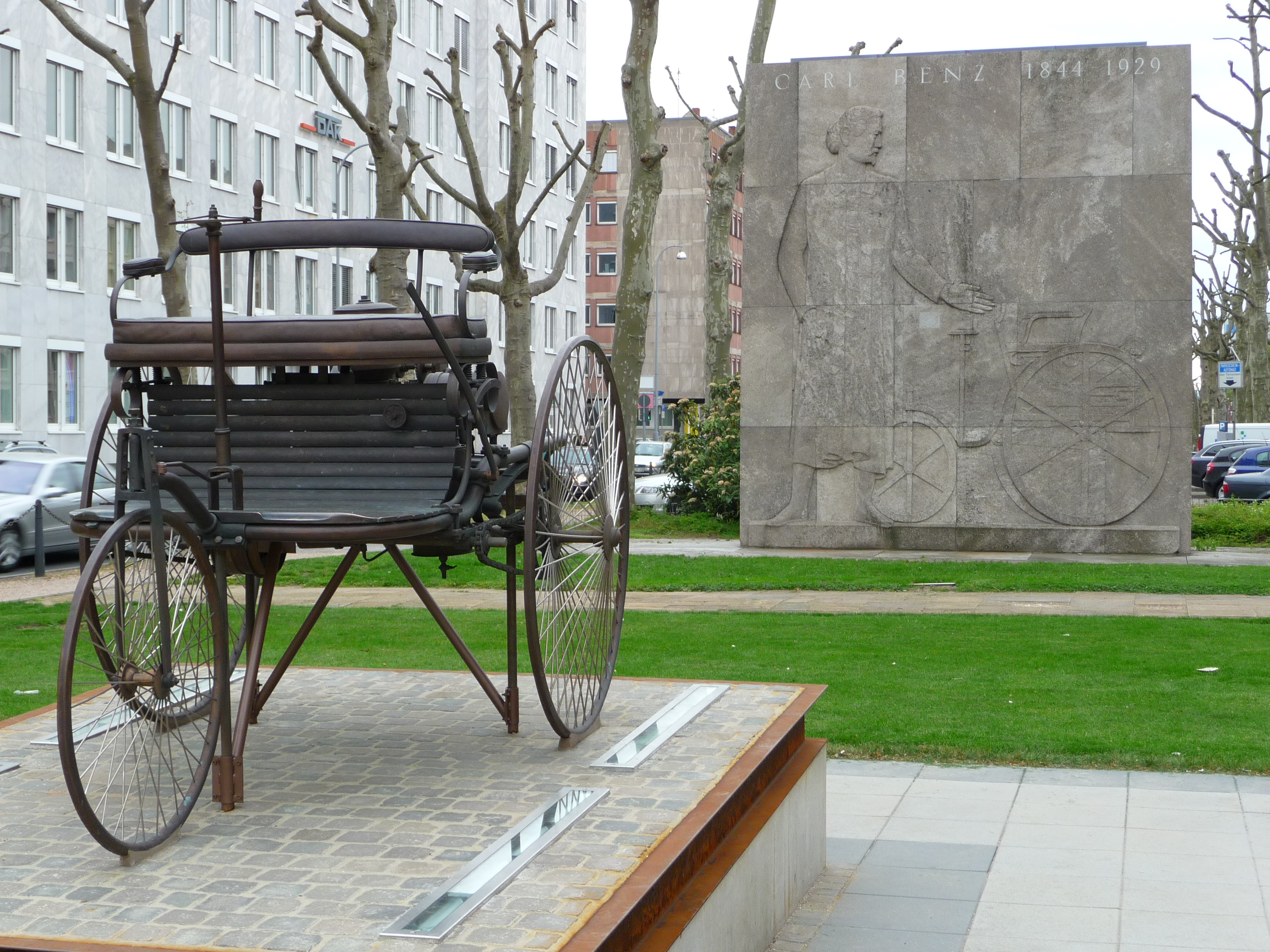
Monumento presso Augustaanlage a Mannheim

## Galleria d'immagini

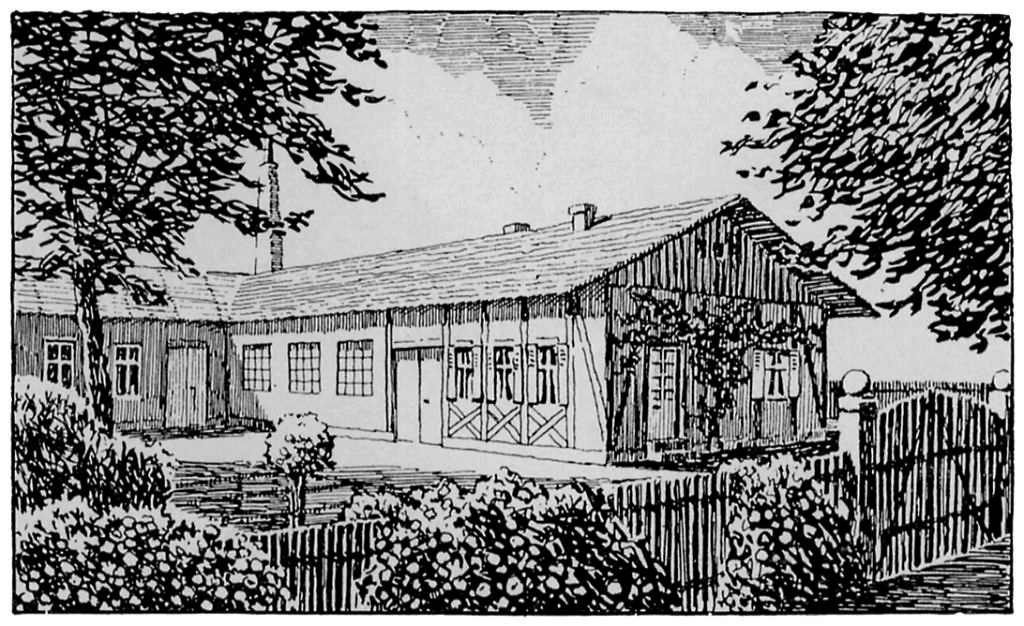
La fabbrica di Karl Benz a Mannheim (Germania)
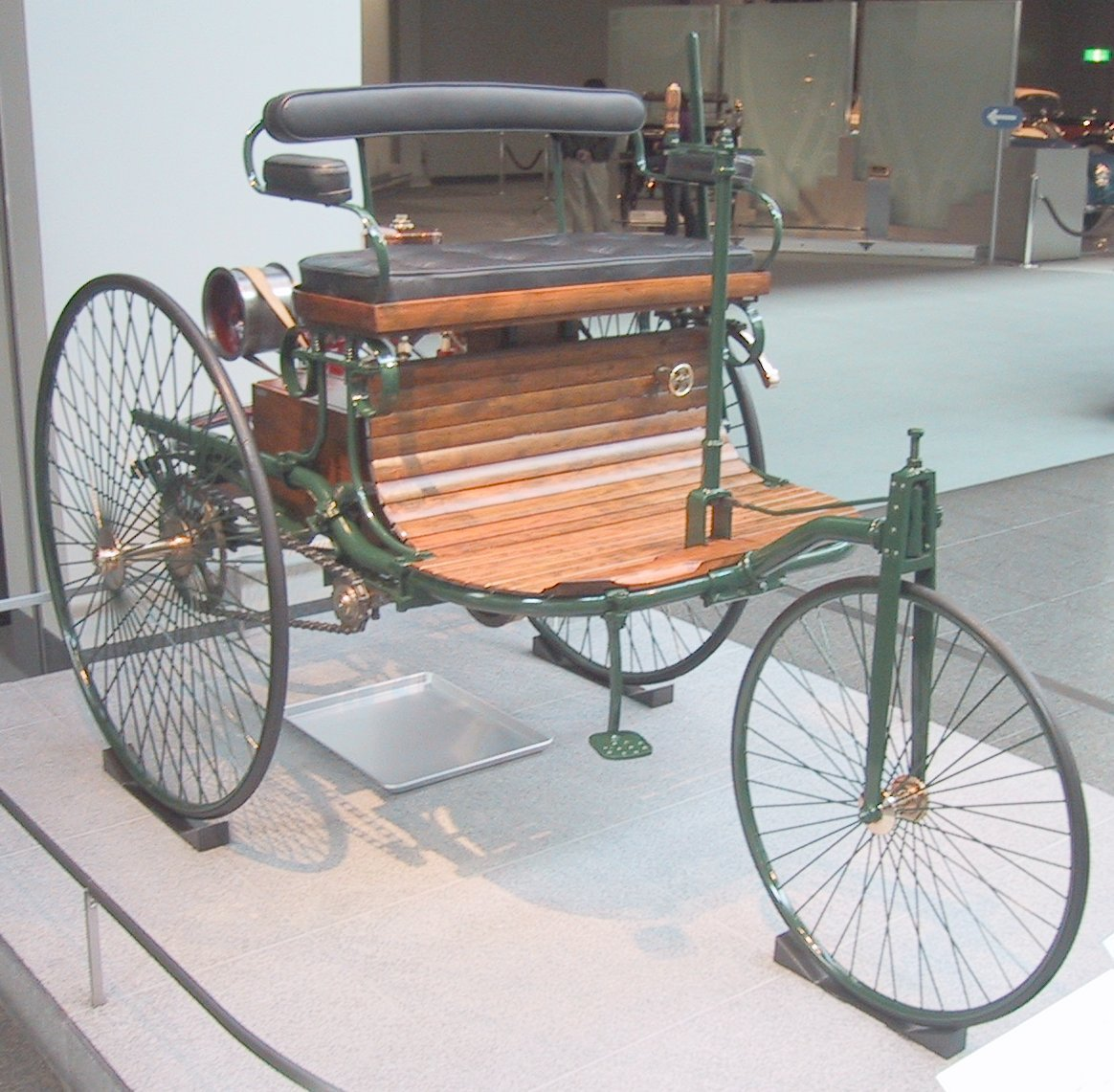
Replica della Benz Patent Motorwagen costruita nel 1886
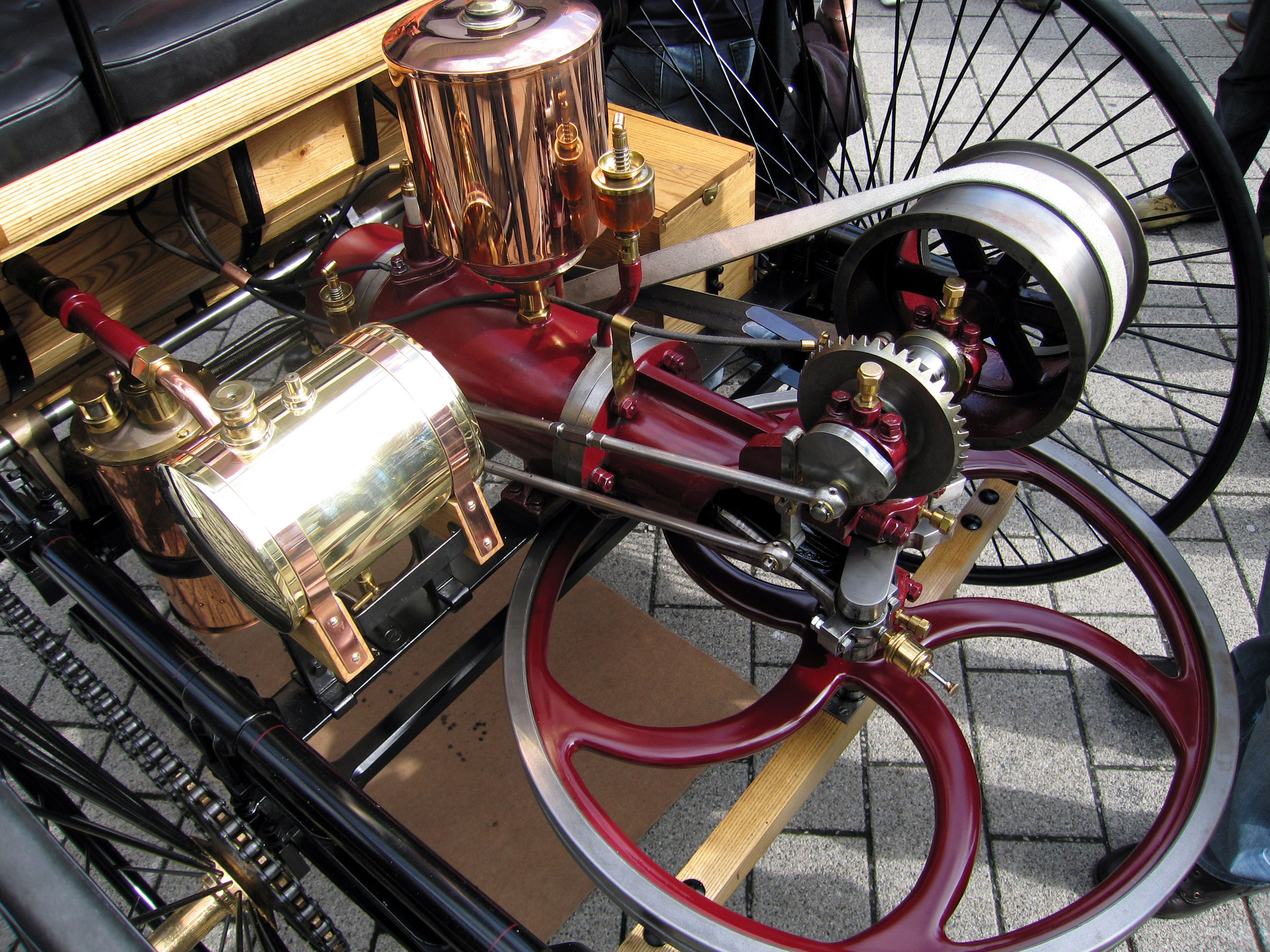
Motore della Benz Patent Motorwagen
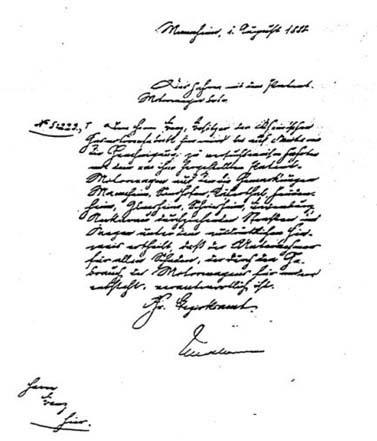
La prima patente di guida al mondo, ottenuta da Karl Benz il 1º agosto 1888
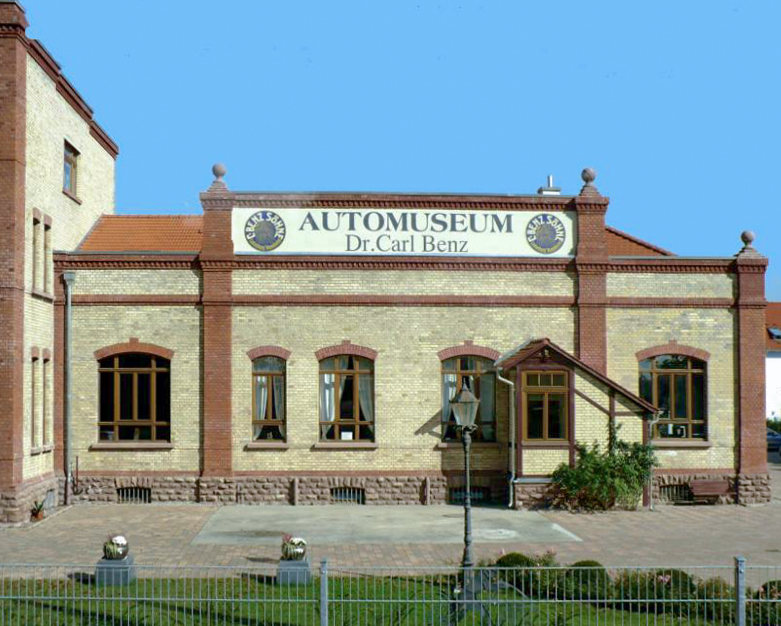
Museo dell'automobile Karl Benz a Ladenburg (Germania)
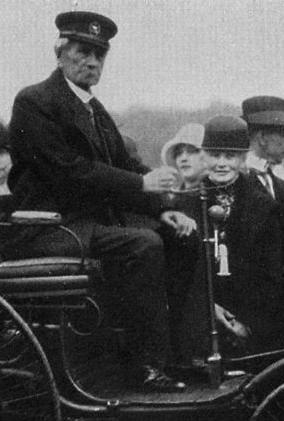
Karl e Bertha Benz
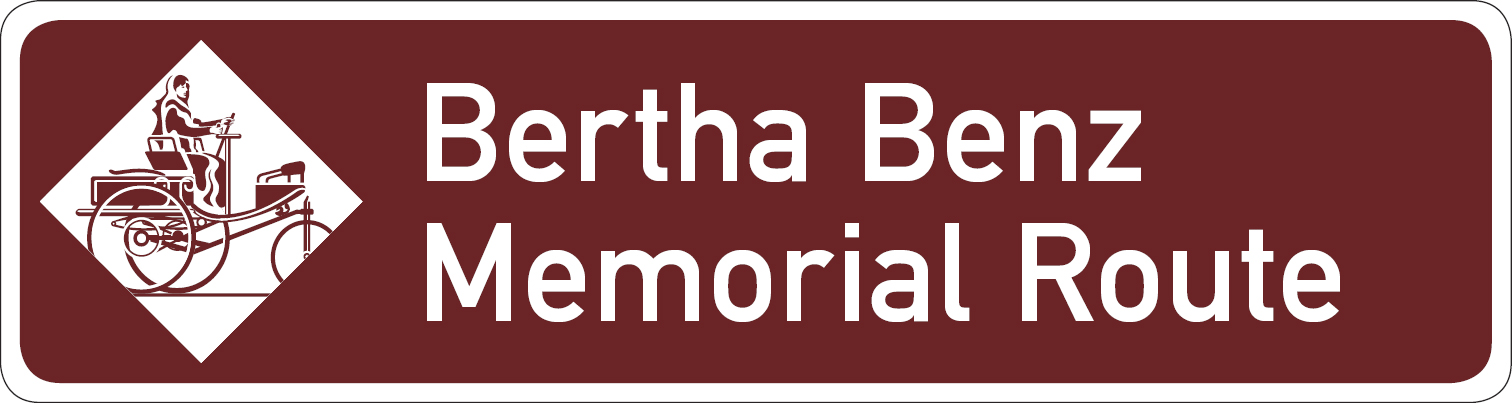
Insegna ufficiale della Bertha Benz Memorial Route, che commemora il primo viaggio sulla lunga distanza con una Benz Patent Motorwagen nel 1888
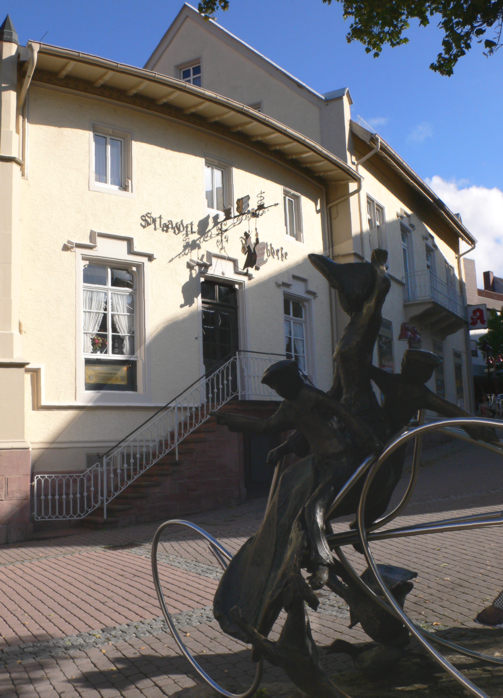
Il primo distributore di carburante al mondo, la farmacia cittadina di Wiesloch (Germania)